# Alluitsoq
Alluitsoq (Agluitsoq prima della riforma ortografica del 1973, o Lichtenau) è un villaggio della Groenlandia di 5 abitanti (gennaio 2005). Si trova a 60°33'N 45°28'O; appartiene al comune di Kujalleq. Fu fondata nel 1774.